# La gran aventura de Pee-wee
La gran aventura de Pee-wee (en inglés, Pee-wee's Big Adventure) es una película satírica y de comedia de aventuras estadounidense de 1985 dirigida por Tim Burton en su debut como director de largometrajes. Protagonizada por Paul Reubens como Pee-wee Herman; con papeles secundarios proporcionados por Elizabeth Daily, Mark Holton, Diane Salinger y Judd Omen. Reubens también coescribió el guion con Phil Hartman y Michael Varhol. La película es una parodia de la película El ladrón de bicicletas, de Vittorio de Sica, de 1948. Es la historia de Pee-wee Herman y la búsqueda de su bicicleta robada.
Después del éxito de The Pee-wee Herman Show, Reubens comenzó a escribir el guion de Pee-wee Big Adventure cuando fue contratado por Warner Bros. Los productores y Reubens contrataron a Burton para dirigir cuando quedaron impresionados con su trabajo en los cortometrajes Vincent y Frankenweenie, ambos dirigidos por él. El rodaje tuvo lugar tanto en California como en Texas.
La película se estrenó el 9 de agosto de 1985 y recaudó más de 40 MUSD en América del Norte. Finalmente se convirtió en una película de culto y desde entonces ha acumulado comentarios positivos. La película fue nominada para un premio Young Artist y generó dos secuelas, Big Top Pee-wee (1988) y Pee-wee's Big Holiday (2016). Su éxito financiero, seguido por el igualmente exitoso Beetlejuice en 1988, llevó a Warner Bros. a contratar a Burton como director de la película Batman de 1989.

## Argumento
Pee-wee Herman, un extraño hombre de veintinueve años que se comporta como un niño, ama a su bicicleta más que nada en el mundo y se niega a venderla a su némesis Francis Buxton, un hombre-niño como él, vecino del protagonista. Después de visitar una tienda de magia, su bicicleta es robada, lo que causa que Pee-wee haga una campaña de investigación extrapublicitaria. Enfurecido se dirige a la casa de Francis, pero este dice que él no robó la bici. Angustiado por la pérdida, Pee-wee visita a una vidente que lo estafa diciendo que la bicicleta está escondida en el sótano de El Álamo, en Texas. Pee-wee comienza su viaje, pidiendo que lo lleven, e inicialmente es acompañado por un hombre llamado Mickey, un fugitivo de la ley. Mickey abandona a Pee-wee cuando, por descuido, casi hace que se maten mientras conduce.
Pee-wee entonces se va con la siniestra conductora de un camión llamada Large Marge, y en una estación de servicio T-Rex descubre que ella es un fantasma. En el bar conoce a Simone, una camarera simpática con el deseo de ver París. Su enorme novio, Andy, piensa que Pee-wee y Simone son amantes. Furioso persigue a Pee-wee, que se escapa y se refugia en un coche de un tren en marcha, se desmaya y sueña que el T. rex del bar se devora la bicicleta. Finalmente, llega a El Álamo, en San Antonio, donde resulta que no hay sótanos, dándose cuenta de que todo su viaje fue una pérdida de tiempo.
Entonces, va a una parada de autobús para volver a casa. Pee-wee cruza de nuevo, pero Andy lo está persiguiendo. Por una mala interpretación de la persecución, Pee-wee gana el récord mundial de toro a caballo, mientras que Andy es perseguido por un toro. Más tarde, Pee-wee entra en discusión con una banda de motoristas (por haber dejado caer sus motocicletas). Por el temor de ser asesinado por ellos, Pee-wee baila la pieza Tequila (famosa música popular americana), y se gana el respeto de los motociclistas. Estos le dan una moto, pero pronto Pee-wee la destruye y acaba en el hospital. Aquí tiene otro sueño siniestro, donde ve a su bicicleta siendo torturada por payasos médicos infernales. En la televisión descubre que su bici está ahora en manos de Kevin Morton, un niño mimado que dice actualmente estar participando en una película con su bicicleta a la vista.
Pee-wee se cura y es capaz de infiltrarse en la Warner Brothers Studios en Burbank, California, y se encuentra en el set en el que Kevin está. Se disfraza de monja para infiltrarse y recuperar la bici. En una escena de loca persecución, escapa del personal de seguridad de la Warner Bros. a través de varios set. Varios actores y extras, como un Santa Claus y un hombre con un traje de Godzilla, son apartados de la persecución. Usando los aparatos especiales de su bicicleta, Pee-wee logra evadir a los guardias y escapar del estudio. Pee-wee se va felizmente en su bici, pero descubre una tienda de mascotas incendiándose. Después de heroicamente salvar a todos los animales (incluidas las serpientes), se desmaya en la puerta, cuando los bomberos y la policía llegan. Mientras los paramédicos tienen la intención de despertarlo, un bombero está hablando con un policía diciendo que Pee-wee es un héroe. La policía, sin embargo, no escucha y pone a Pee-wee bajo arresto.
Pee-wee es finalmente liberado y llevado a la Warner Bros, que le ofrece comprar los derechos de autor de su historia, a cambio de una indemnización. Pee-wee acepta la propuesta.
La película termina con Pee-wee viendo el estreno en un drive-in, encontrándose con los amigos que se le unieron en el viaje (incluyendo a Simone). 

## Doblaje
| Personaje                | Doblaje original            | Redoblaje                  |
| ------------------------ | --------------------------- | -------------------------- |
| Pee-wee Herman           | Alfonso Obregón             | Luis Carreño               |
| Dottie                   | Queta Calderón              | Melanie Henríquez          |
| Francis Buxton           | Roberto Carrillo            | Rolman Bastidas            |
| Mickey                   | Guillermo Coria             | Juan Guzmán                |
| Sr. Buxton               | César Árias                 | Roberto Colmenares         |
| Kevin Morton (Rusty)     | Víctor Ugarte               | Héctor Indriago            |
| Tina                     | Elena Ramírez               | Rebeca Aponte              |
| Motociclista 1           | ¿?                          | Luis Pérez Pons            |
| Motociclista 2           | ¿?                          | Rolman Bastidas            |
| Chuck                    | Carlos Águila               | ¿?                         |
| Actriz (madre superiora) | ¿?                          | Ivette García              |
| Estudio de doblaje       | Procineas S.C.L. (original) | Etcétera Group (redoblaje) |
| Fecha de grabación       | 1986                        | 2001                       |